# Toyota Fine-X
La Toyota Fine-X est un concept-car présenté lors du salon de Tokyo 2005.Cette voiture privilégie l'accès à bord avec 2 grandes portes-papillons.